# Phrynobatrachus manengoubensis
Phrynobatrachus manengoubensis és una espècie de granota que viu al Camerun.